# Poitevin (Pferd)
Das Poitevin mulassier, auch Poitevin oder einfach Mulassier genannt, ist eine französische Kaltblutpferderasse. Es verdankt den Namen Mulassier seiner wichtigsten ursprünglichen Funktion, nämlich der Zucht von Maultieren (franz. le mulet und la mule), die wegen ihrer Kraft und Ausdauer sehr geschätzt werden. Der Name Poitevin leitet sich von seiner Entstehungsregion ab, dem Poitou. Die Zahl der Poitevins hat mit der Motorisierung stark abgenommen und heute ist diese Pferderasse vom Aussterben bedroht.
Hintergrundinformationen zur Pferdebewertung und -zucht finden sich unter: Exterieur, Interieur und Pferdezucht.

## Exterieur
- Das Poitevin ist ein elegantes Kaltblut, das sehr langlebig und über 20 Jahre lang arbeitsfähig ist.
- Der einfache Kopf ist groß, schwer und ramsnasig mit weiten Ganaschen, die Nüstern weit und die Ohren sind stark und etwas unbeweglich.
- Der Hals ist recht lang, kräftig und verläuft in eine starke, steile Schulter, der es nicht an Kraft fehlt. Die Brust ist breit und tief.
- Der Rumpf ist lang und großrahmig und die Rippen flach.
- Der Widerrist ist wenig ausgeprägt und verläuft in einen langen, geraden und starken Rücken.
- Die Kruppe ist etwas abgeschlagen, die Hüften sind breit und abstehend und der Schweif ist tief angesetzt.
- Die Gliedmaßen sind stark und von üppigem, lockigem Behang bedeckt. Die Hinterbeine sind stabil und von großer Kraft, die Proportionen insgesamt gut.
- Die großen Tellerhufe sind hart und flach, wie für alte europäische Moorkaltblutrassen typisch.
- Das durchschnittliche Stockmaß liegt zwischen 1,60 m und 1,75 m.

### Fellfarben
Die meisten Mulassier sind Falben mit Aalstrich und Zebrastreifen an den Beinen, in allen Schattierungen. Es gibt Grau-, Braun-, Maus- und Rotfalben. Aber auch alle anderen Grundfarben (Füchse, Rappen, Braune und Schimmel) sind vertreten, wenn auch in geringer Zahl. Das Poitevin ist eine der wenigen Pferderassen, welche auch Isabellen hervorbringt. Teilweise haben sie Stichelhaare; andere Abzeichen sind eher untypisch. Es sind alle Farben außer Schecken erlaubt.

## Interieur
Das Poitevin ist ein arbeitswilliges, ehrliches und sanftes Pferd von ruhigem Charakter, welches den menschlichen Kontakt schätzt, und dadurch ein idealer Begleiter für Reiter, Kutscher und den landwirtschaftlichen Gebrauch. Bei der Arbeit zeigt es große Intelligenz. Auch wenn es manchmal stur sein kann, ist es sehr aufmerksam und energisch. Sein Schwachpunkt ist langwierige Arbeit, da es ihm an Ausdauer mangelt, was aber durch regelmäßiges Arbeiten wettgemacht werden kann.

## Zuchtgeschichte

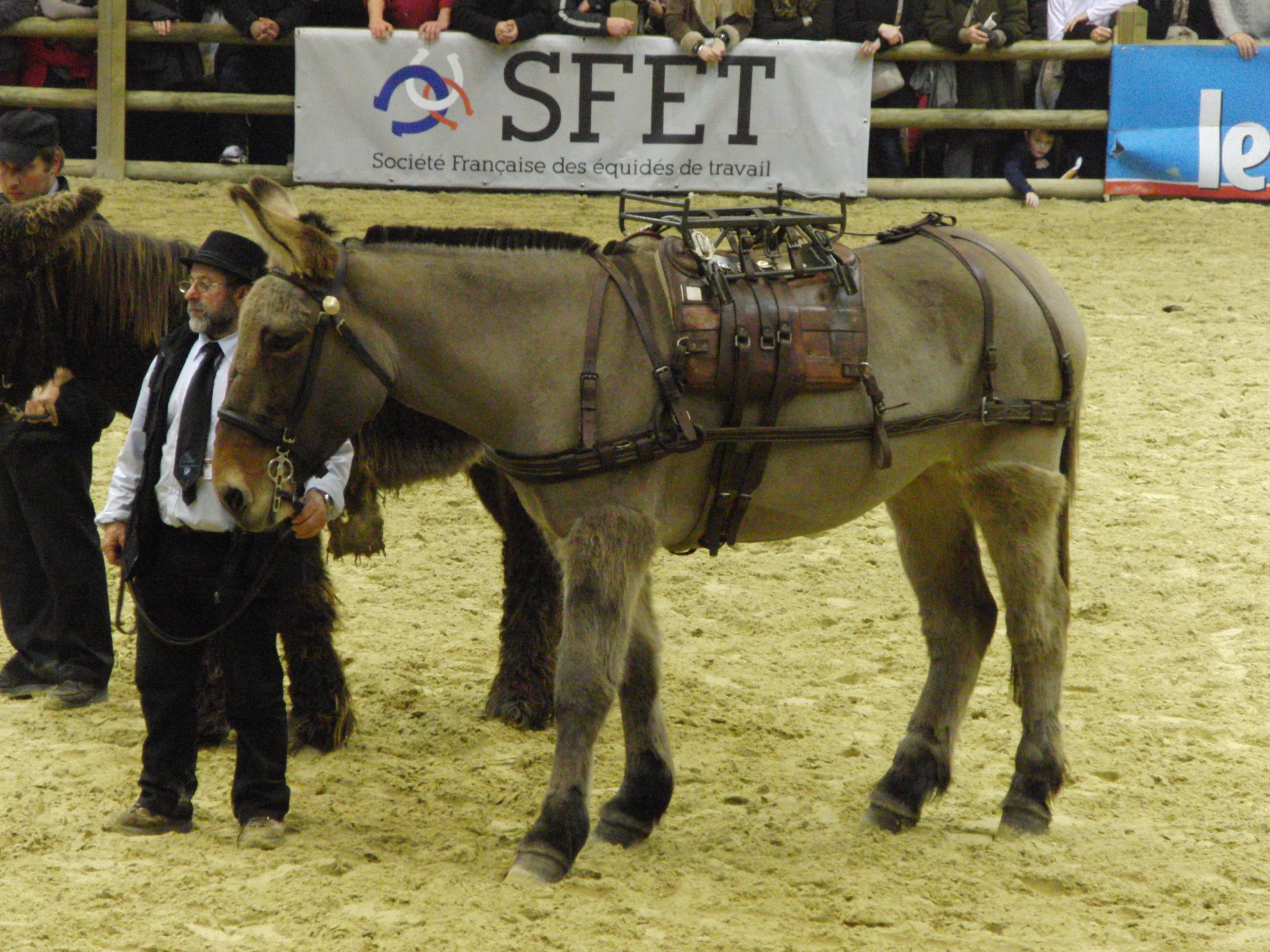
Poitevin-Maultier

König Heinrich IV. beauftragte 1599 holländische Ingenieure mit der Trockenlegung der Sumpfflächen. Diese brachten ihre Pferde, Friesen und belgische Kaltblüter, mit und kreuzten sie mit einheimischen Stuten. Aus dieser Kreuzung entstammt das sogenannte Poitiers.
Die Poitiers-Stuten wurden schließlich durch Kreuzung mit Poitou-Eseln dazu verwendet, eine große, rustikale Maultierrasse zu züchten.
Das Zuchtbuch für das Poitevin wurde 1884 eingerichtet. Es beinhaltet sowohl Pferde als auch Esel. 1922 wurde es nach Aufnahme von 424 Hengsten geschlossen, um eine Reinzucht basierend auf der Fellfarbe und der Arbeitsleistung der Pferde zu ermöglichen.
Eine Studie  gemeinsam mit dem INRA sieht die Rasse als vom Aussterben bedroht. Um eine maximale genetische Vielfalt französischer Nutztierrassen zu erhalten, wird eine hohe Priorität auf den Erhalt der Rasse der Poitevins gelegt. Eine genetische Untersuchung von 1994 ergab, dass der gesamte Bestand der Mulassier einen gemeinsamen Vorfahren (Vater, Großvater, Urgroßvater) hat, den 1960 geborenen Deckhengst Quebec. Dadurch besteht ein erhebliches Risiko der Inzucht.
Verwaltet von der UPRA wird seither ein Sicherungsplan zur Wiedergewinnung genetischer Variabilität umgesetzt.
Vor kurzem  ist die Geburtenrate der Mulassiers wieder in die Höhe gegangen, aber das Poitevin ist immer noch eine vom Aussterben bedrohte Pferderasse.

## Einsatzgebiete
Ursprünglich für die Zucht von Maultieren verwendet, wird das Poitevin heute oft als Kutschpferd, wenn Eleganz und Kraft gefragt sind, und unter dem Sattel wegen seiner ruhigen und sicheren Art verwendet. Vielseitig ist es sowohl für Zug- und landwirtschaftliche Arbeiten (z. B. zum Holzrücken) als auch in der Hippotherapie einsetzbar. In den letzten 40 Jahren  war die Fleischproduktion einer der wenigen wirtschaftlichen Gründe, welche zur Fortführung der Rasse beigetragen haben.